# Cathédrale Saint-François-Xavier de Grodno
Cette  cathédrale n’est pas la seule cathédrale Saint-François-Xavier.
La cathédrale Saint-François-Xavier est un édifice religieux catholique du XVIIe siècle, sis à Grodno en Biélorussie. Construite en style baroque de 1678 à 1683 comme église du collège jésuite lui attenant elle fut élevée au rang de basilique mineure en 1990 et devint la cathédrale du diocèse de Grodno en 1991.
La cathédrale qui mesure 65 m de hauteur sur 30 m × 60 m est inscrite au patrimoine architectural de Biélorussie.

## Histoire

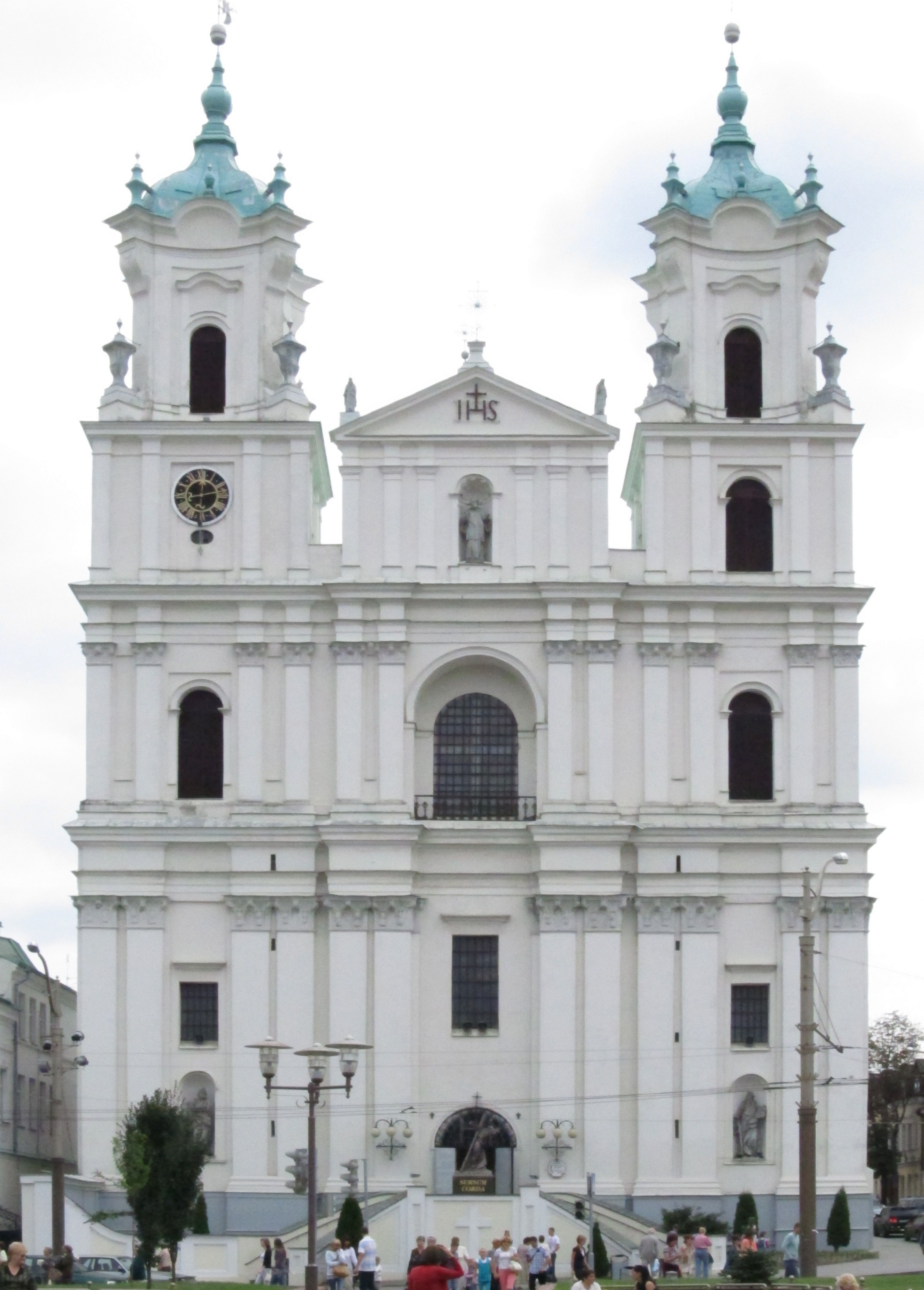
Façade de la cathédrale

L'église est construite en 1678 par les Jésuites dans un style baroque et dédiée à saint François-Xavier, ami de saint Ignace de Loyola, et missionnaire jésuite en Inde et au Japon.
Terminée en 1683, l'église occupait avec ses bâtiments (séminaire, collège, infirmerie et pharmacie, bâtiments administratifs, etc.) tout un quartier de la ville. Les coupoles en forme de bulbe sont terminées en 1703. Son intérieur est alors décoré.
Avec son collège attenant c'était l'église considérée comme la plus richement décorée du royaume de Pologne uni au grand-duché de Lituanie, et même la plus prospère d'Europe de l'Est. Les Jésuites avaient été appelés par le roi Étienne Bathory un siècle plus tôt en Pologne en 1564 et à Grodno en 1622 pour y ouvrir leur première école en 1625.

## Aujourd'hui
L'église, qui avait servi de musée entre 1960 et 1988, est rendue au culte en 1988 à l'époque de la perestroïka. Des travaux de restauration ont alors commencé.
Elle est élevée au rang de basilique mineure en 1990, et l’année suivante devient l’église-cathédrale du diocèse nouvellement érigé de Grodno.

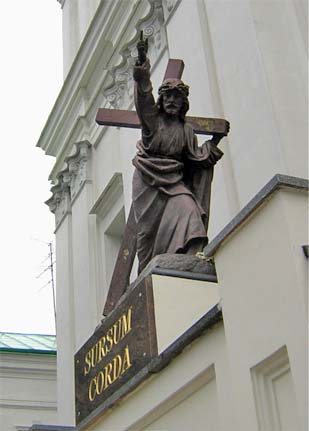
Portement de Croix de Jésus, avec l’inscription Sursum corda (Haut les cœurs !) devant l’entrée

## Patrimoine
- L'église est richement décorée de sculptures, de stucs et de fresques.
- Le maître-autel en particulier se trouve sous un immense retable sculpté représentant le Christ, les Évangélistes, les Apôtres et des saints encadrés de pilastres dans le goût de la Contre-Réforme. Les autels secondaires, dont l'un est voué à sainte Thérèse de l'Enfant-Jésus, sont placés de chaque côté de la nef entre les piliers des bas-côtés[2].
- Un monument néoclassique rappelant Antoine de Tiesenhausen (en) (Tyzenhaus, en polonais).